# Marc Patiño Jordi
Marc Patiño Jordi, nascut el 1979 a Llucmajor, Mallorca, és un regatista mallorquí.
Marc Patiño es formà com a regatista al Club Nàutic s'Arenal. Ha obtingut diferents premis:
- Campió d'Espanya, amb l'equip de les Illes Balears, de la classe optimist el 1992.
- Campió de Mallorca i de les Illes Balears de la classe optimist el 1992.
- Subcampió del món a Mar del Plata, Argentina, el 1992.
- Campió d'Espanya individual i per equips a Arenys de Mar, Barcelona, el 1993.[1]
- Subcampió d'Espanya i Guanyador del Trofeu Ermenegildo Zegna en la classe Platú 25, a Dénia, Alacant, el 2007.
- Subcampió de la Maxi Yacht Rolex Cup, a Porto Cervo, Sardenya, amb el Wally de 94 peus “Open Season”, el 2009.